# Alessandro Pier Guidi
 (juillet 2024).
Si vous disposez d'ouvrages ou d'articles de référence ou si vous connaissez des sites web de qualité traitant du thème abordé ici, merci de compléter l'article en donnant les références utiles à sa vérifiabilité et en les liant à la section « Notes et références ».
Pour les articles homonymes, voir Guidi.
Alessandro Pier Guidi, né le 18 décembre 1983 à Tortone (Italie), est un pilote automobile italien spécialiste de courses d'endurance engagé depuis 2017 dans le championnat du monde d'endurance FIA au sein de l'écurie italienne AF Corse, avec laquelle il participe aux 24 Heures du Mans en 2016, remportant le titre de champion du monde GT à l'issue de cette saison. Engagé sur la Ferrari 499P officielle pour le championnat du monde d'endurance en 2023, il fait partie de l'équipage vainqueur des 24 Heures du Mans 2023.

## Carrière
Alessandro Pier Guidi participe en 2005 au championnat espagnol de course de GT à bord d'une GT2 qui à l'époque était appelée GTA. Lors de la première course à Jarama (Espagne), il termine sur le podium (3e) avec comme équipier Gianbattista Giannocaro sur une Ferrari 360 Modena GTC.

## Résultats

### Résultats aux 24 Heures du Mans
| Année | Écurie           | Équipiers                       | Voiture             | Classe     | Tours | Pos.    | Class. Pos. |
| ----- | ---------------- | ------------------------------- | ------------------- | ---------- | ----- | ------- | ----------- |
| 2016  | AF Corse         | Gianmaria Bruni James Calado    | Ferrari 488 GTE     | LM GTE Pro | 179   | Abandon | Abandon     |
| 2017  | AF Corse         | James Calado Michele Rugolo     | Ferrari 488 GTE     | LM GTE Pro | 312   | 47e     | 11e         |
| 2018  | AF Corse         | James Calado Daniel Serra       | Ferrari 488 GTE Evo | LM GTE Pro | 339   | 22e     | 7e          |
| 2019  | AF Corse         | James Calado Daniel Serra       | Ferrari 488 GTE Evo | LM GTE Pro | 342   | 20e     | 1er         |
| 2020  | AF Corse         | James Calado Daniel Serra       | Ferrari 488 GTE Evo | LM GTE Pro | 346   | 21e     | 2e          |
| 2021  | AF Corse         | James Calado Côme Ledogar       | Ferrari 488 GTE Evo | LM GTE Pro | 345   | 20e     | 1er         |
| 2022  | AF Corse         | James Calado Daniel Serra       | Ferrari 488 GTE Evo | LM GTE Pro | 350   | 29e     | 2e          |
| 2023  | Ferrari AF Corse | James Calado Antonio Giovinazzi | Ferrari 499P        | Hypercar   | 342   | 1er     | 1er         |
| 2024  | Ferrari AF Corse | James Calado Antonio Giovinazzi | Ferrari 499P        | Hypercar   | 311   | 3e      | 3e          |
| 2025  | Ferrari AF Corse | James Calado Antonio Giovinazzi | Ferrari 499P        | Hypercar   | 387   | 3e      | 3e          |